# Valdeblore
Valdeblore är en kommun i departementet Alpes-Maritimes i regionen Provence-Alpes-Côte d'Azur i sydöstra Frankrike. Kommunen ligger  i kantonen Saint-Sauveur-sur-Tinée som ligger i arrondissementet Nice. År 2022 hade Valdeblore 834 invånare.

## Befolkningsutveckling
Antalet invånare i kommunen Valdeblore
Referens: INSEE

## Galleri

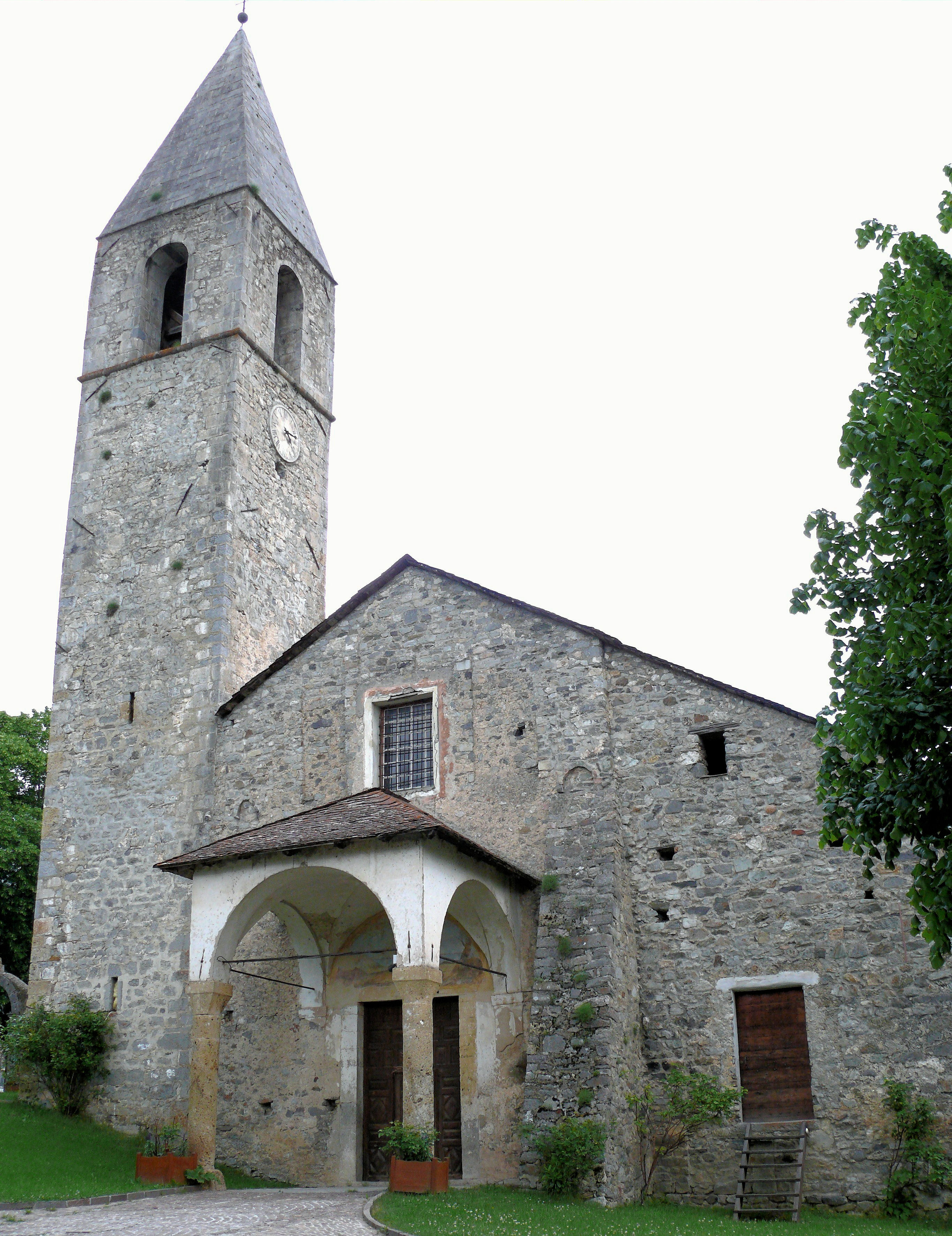
Kyrkan l’Invention-de-la-Sainte-Croix
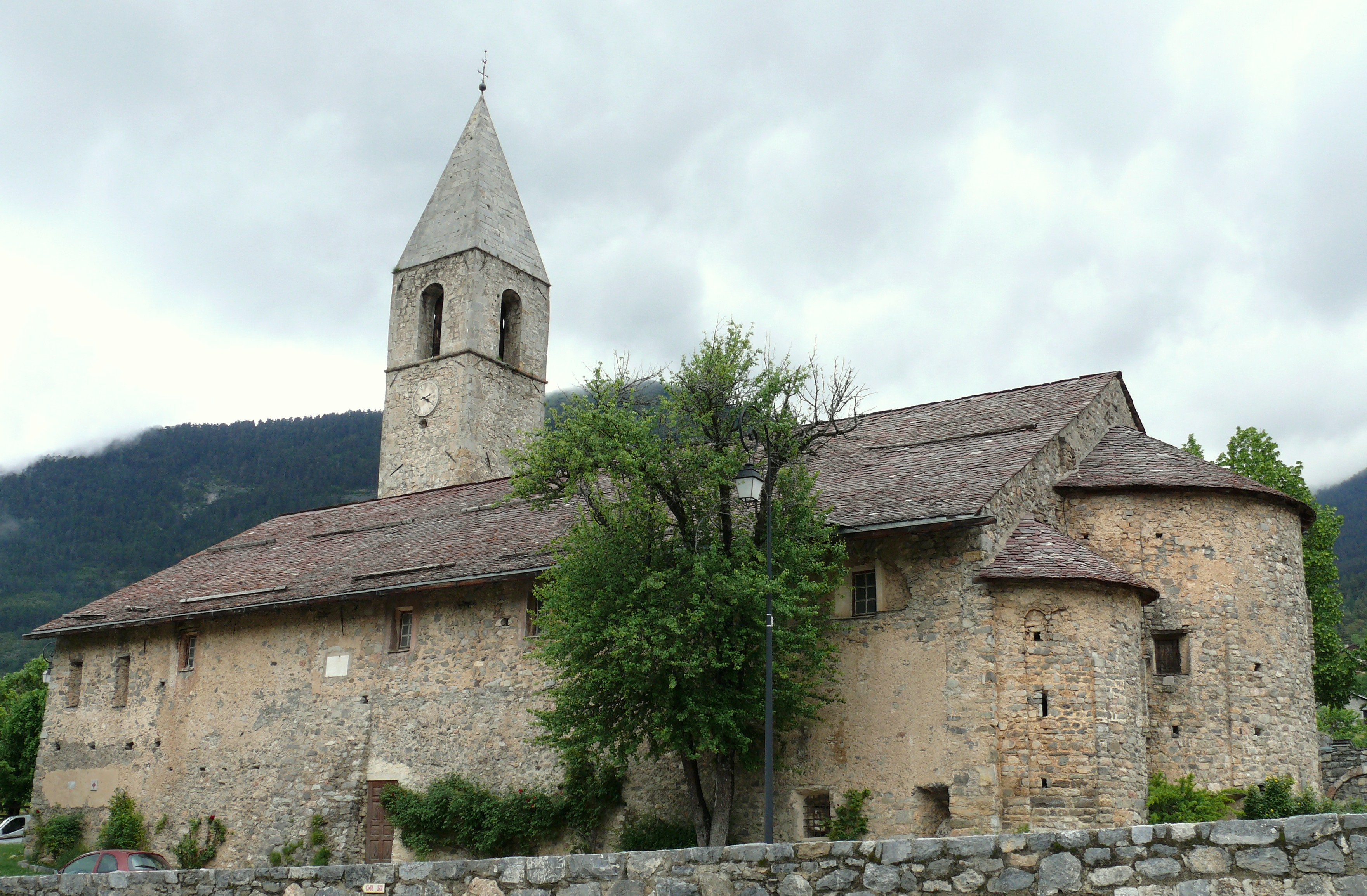
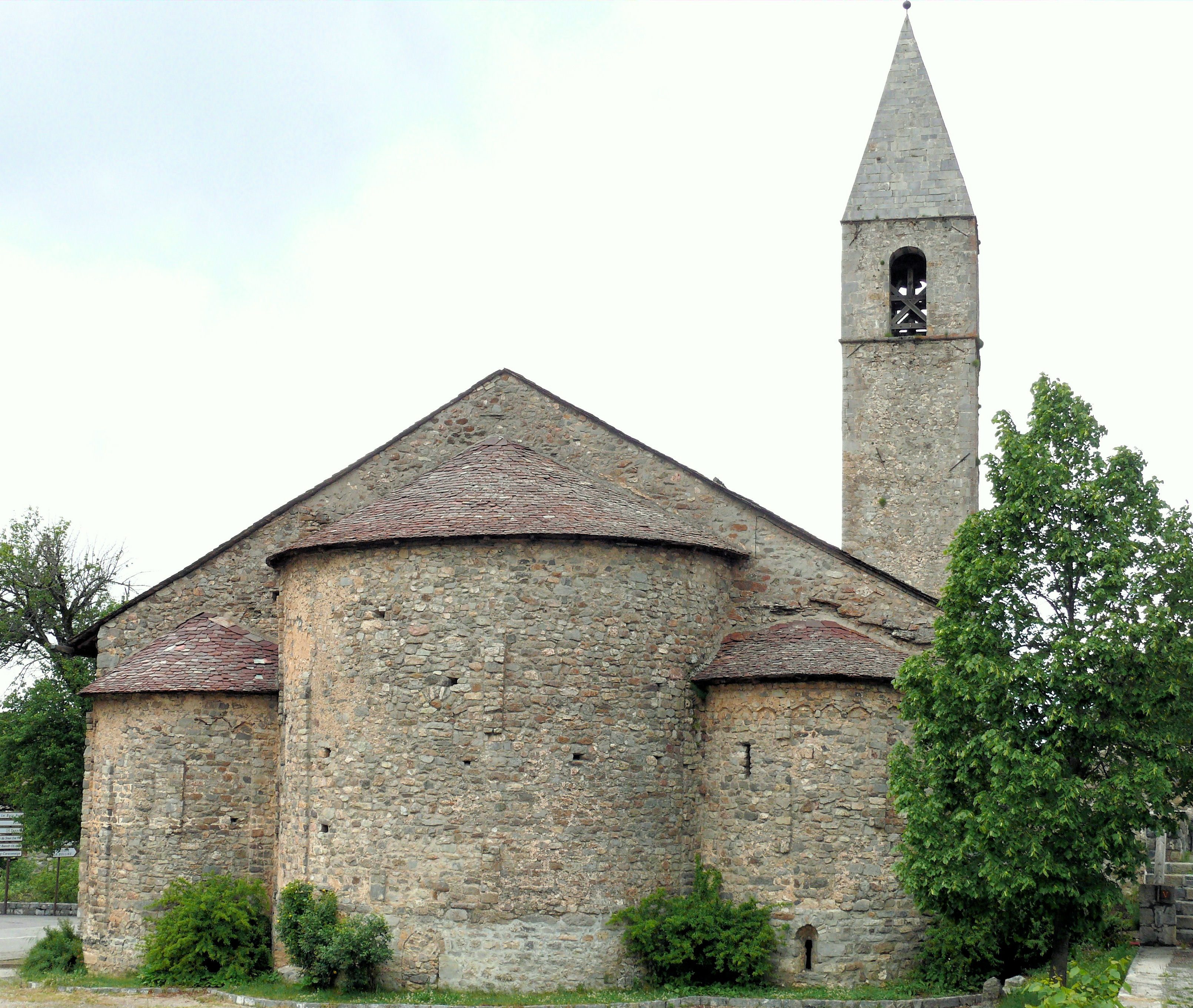
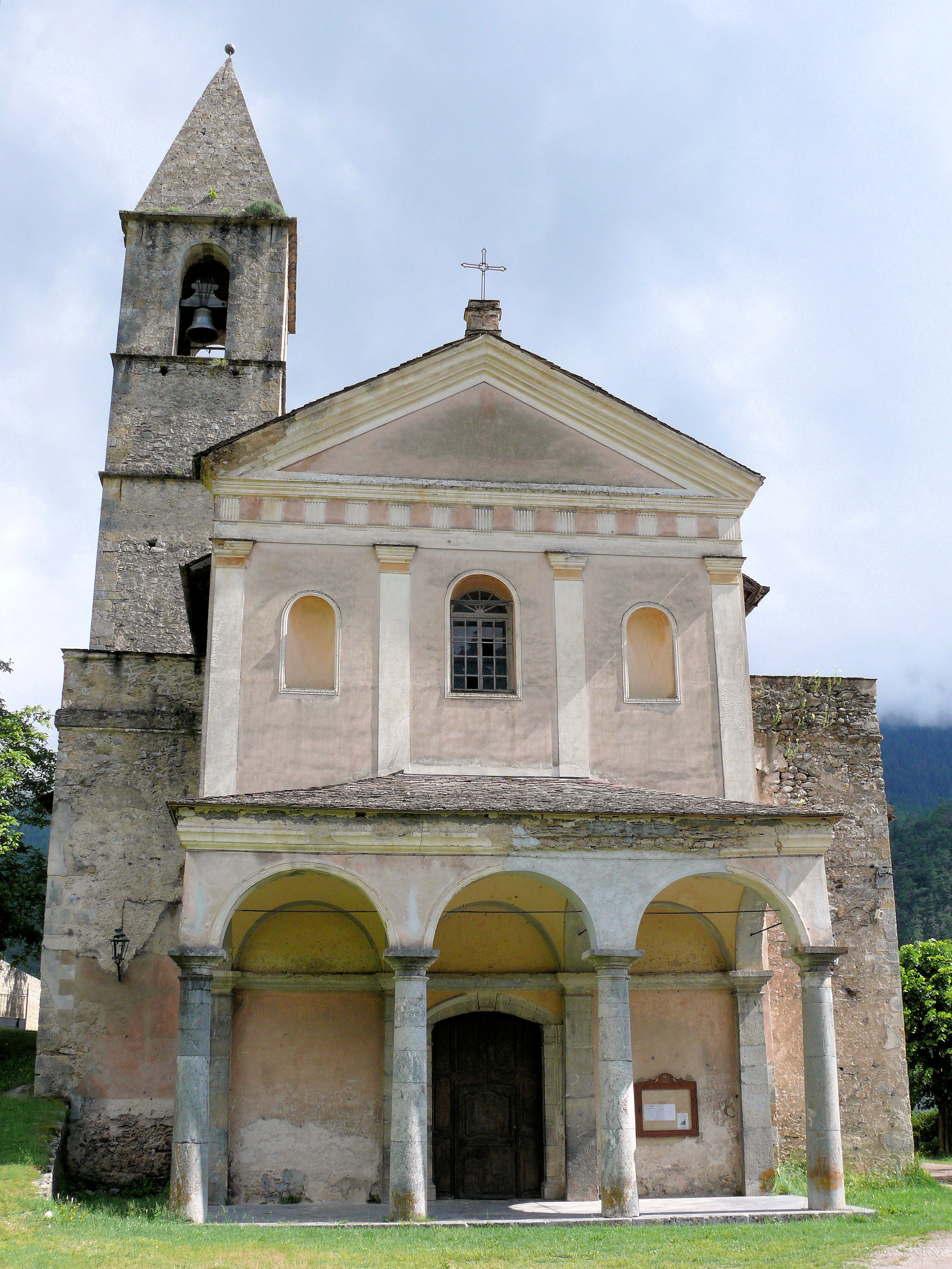
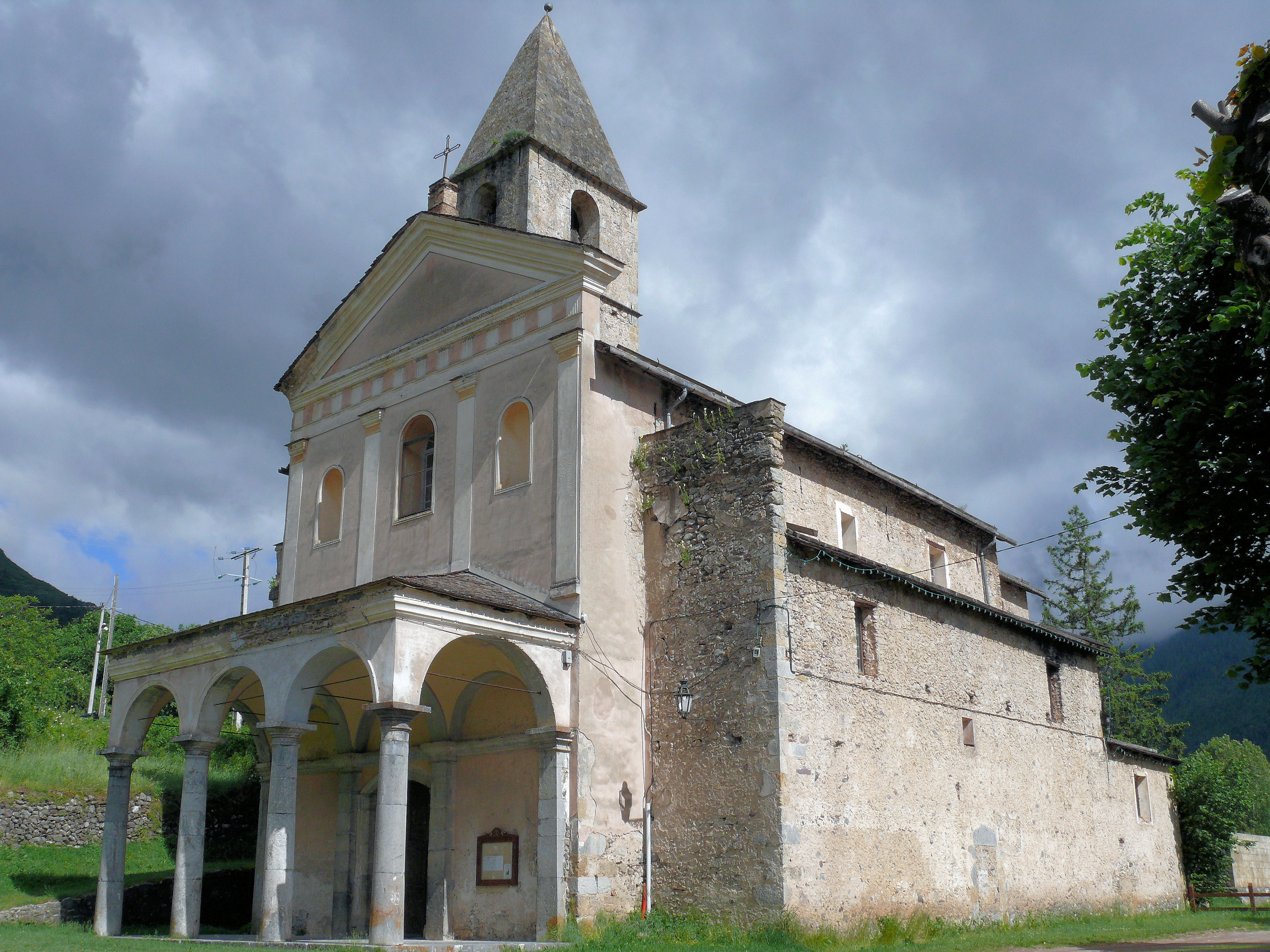
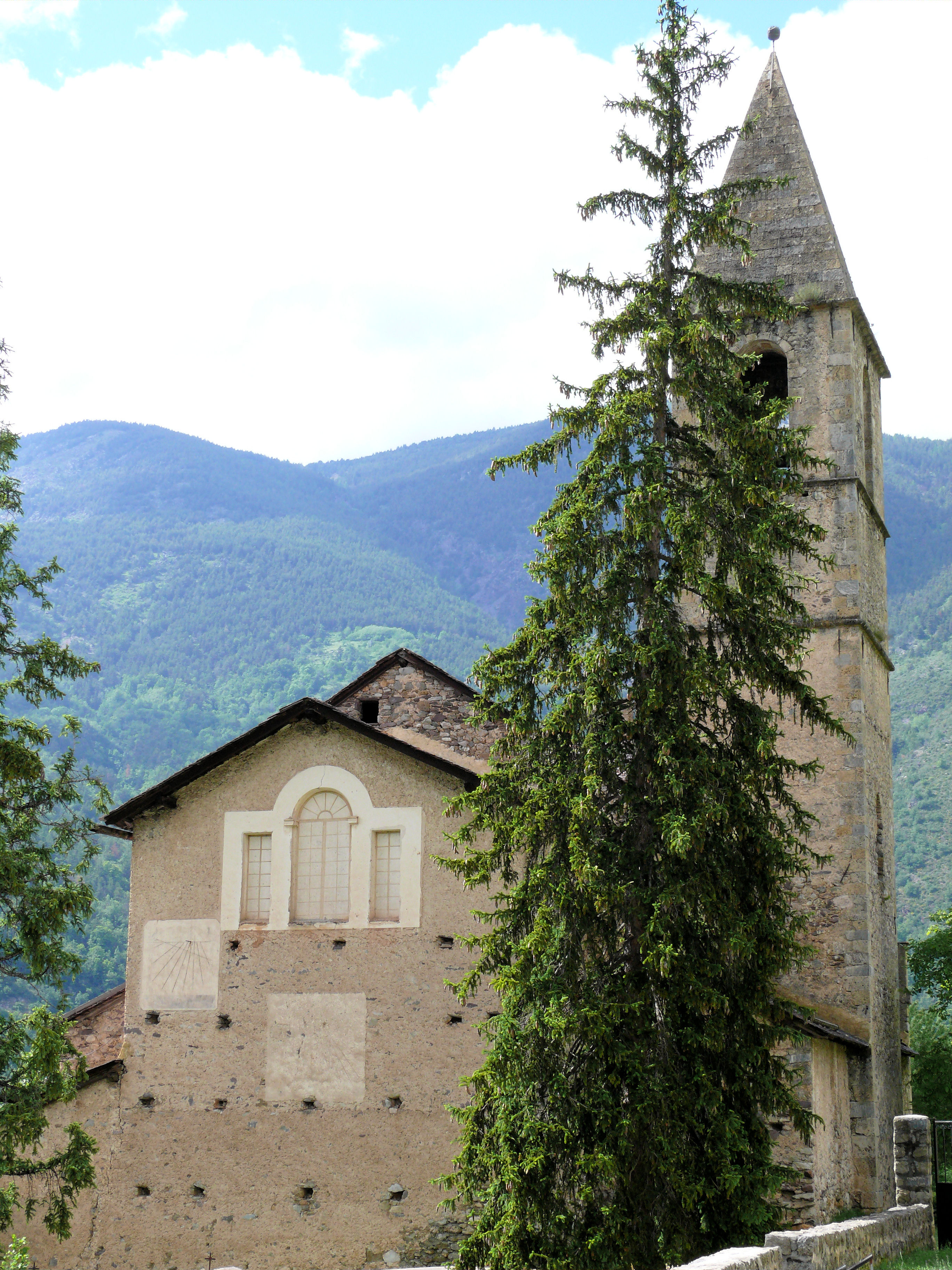
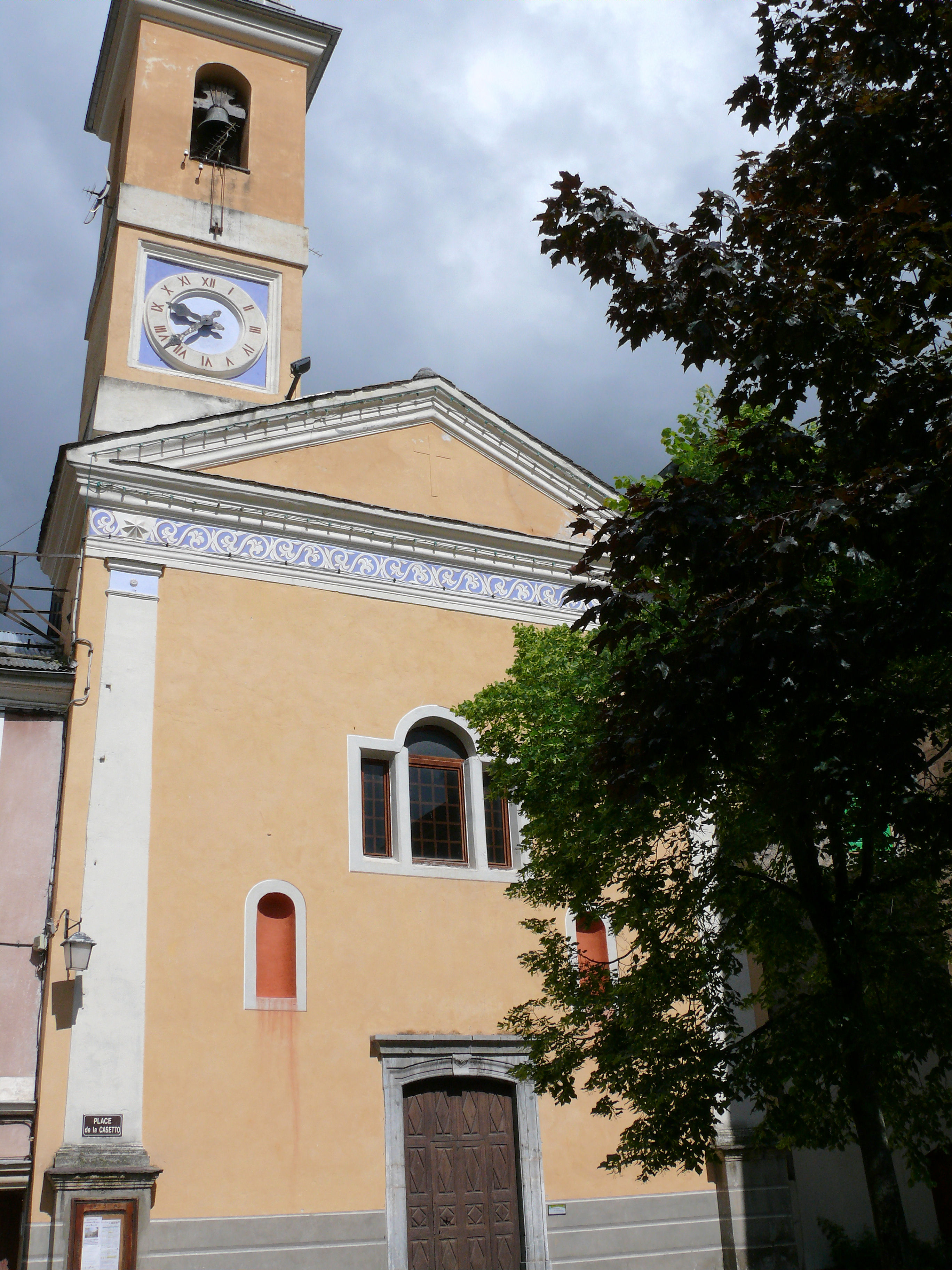